# Demonstrator-Hochhaus D1244
Das Demonstrator-Hochhaus D1244 ist das weltweit erste in Originalgröße errichtete Modell für adaptive Hochhausstrukturen. Adaptiv bedeutet dabei, dass sich der Bau, ein 36,5 m hoher Testturm, selbstständig an variable Umweltbedingungen anpassen kann. Der Testturm wurde im Rahmen des DFG-Sonderforschungsbereichs D1244 auf dem Campus der Universität Stuttgart errichtet und 2021 eingeweiht. Die Internationale Bauausstellung 2027 StadtRegion Stuttgart (IBA’27) unterstützt das Projekt, das technologische Impulse für ressourcenschonende Bauweisen liefern soll.

## Lage und Architektur
D1244 wurde auf dem Campus Stuttgart-Vaihingen der Universität Stuttgart erbaut, genauer auf einem 540 m² großen Gelände neben dem Institut für Leichtbau Entwerfen und Konstruieren (ILEK). Es wurde im Auftrag des Universitätsbauamts Stuttgart und Hohenheim von dem Architekturbüro Werner Sobek AG entworfen und geplant (Generalplanung (LPH 1 − 8), Tragwerksplanung, Objektplanung und Brandschutz (LPH 8)). Das zwölfgeschossige Hochhausmodell hat bei einer Geschosshöhe von 3 m eine Gesamthöhe von 36,50 m und eine Grundfläche von 5 × 5 m. Damit wird der für höhere Hochhäuser typische Schlankheitsgrad von 1:7 in dem Modellgebäude eingehalten, was zu einer einfachen Übertragung der Ergebnisse in die Realität führt.
Über einen in 2,7 m Entfernung angebauten Treppenturm erfolgt über Stege der Zugang zu den verschiedenen Etagen des Turms. Die Versorgungsleitungen werden ebenso über den Treppenturm geführt. Eine Stahlrahmenkonstruktion bildet das Tragwerk des Turms, in der jeweils drei Stockwerke eine Tragwerkseinheit bilden. In das Tragwerk und die Fassade ist eine Vielzahl Sensoren integriert, die über eine intelligente Regelung Aktoren aktivieren können, wie zum Beispiel Hydraulikelemente zur aktiven Beeinflussung des Lastabtragungsverhaltens des Tragwerks oder Vorrichtungen zur Veränderung des Licht- und Wärmeeintrags in das Gebäude.

## Geschichte
Der Sonderforschungsbereich SFB-1244 mit dem Namen Adaptive Hüllen und Strukturen für die gebaute Umwelt von morgen wurde 2017 auf Initiative von Werner Sobek, damaliger Leiter des Instituts für Leichtbau Entwerfen und Konstruieren ins Leben gerufen. In diesem Projekt arbeiten 14 Institute der Universität Stuttgart zusammen, um zu untersuchen, wie zukünftig ausreichend Wohnraum umweltschonend und materialsparend geschaffen werden kann. Ziel ist, bei maximaler Einsparung an Material und Energie sowie gleichzeitiger Steigerung des Nutzerkomforts, die Anwendbarkeit von adaptiven Gebäudehüllen und Strukturen im Bauwesen zu untersuchen. Die Forschungsthemen umfassen sowohl die Entwicklung einzelner (Bau-)Komponenten als auch deren Einbindung in ein Gesamtsystem.
Das Demonstrator-Hochhaus ist Teil des SFB und dient der Validierung von Projektideen. Sein Bau wird seit 2020 durch das IBA'27 Netzwerk unterstützt, da das Projekt technologische Impulse für ressourcenschonende Bauweisen liefern kann, einem der Hauptthemen der IBA'27.
Am 5. Oktober 2021 wurde das Demonstrator-Hochhaus D1244 eingeweiht. Seitdem laufen die Forschungsarbeiten, die bis 2028 fortgeführt werden sollen.

## Installationen am Demonstrator-Hochhaus

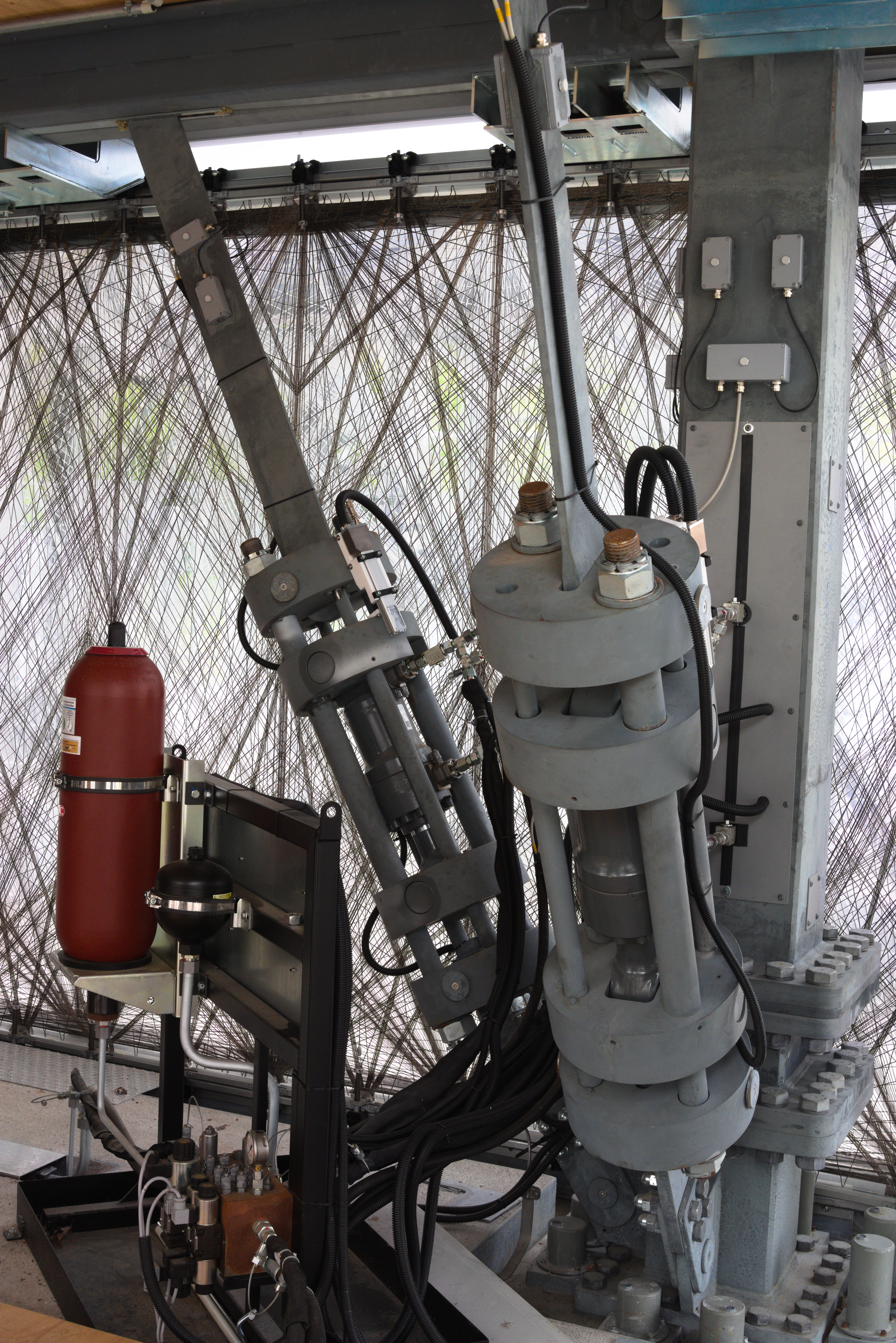
Adaptive hydraulische Stützen im Basisgeschoss

In der Zukunft soll vermehrt ressourcenschonend gebaut werden. Um dieser Anforderung gerecht zu werden, wurde D1244 einerseits in Leichtbauweise verwirklicht und andererseits wurden die Bauteile in Differentialbauweise nur punktuell miteinander verbunden. Ersteres reduziert den Materialeinsatz und Letzteres ermöglicht das eingesetzte Material am Ende seiner Lebensdauer zu trennen und sortenrein zu recyceln.
Die Leichtbauweise erfordert, dass das Gebäude auf unterschiedliche Lastfälle reagieren muss. Um zu vermeiden, dass sich das Gebäude bei starkem Wind verformt oder bei böigem Wind in Schwingung gerät, ist das Gebäude mit einer intelligent geregelten Sensorik/Aktorik ausgerüstet. Die Sensoren erfassen die Verformungen durch die Windlast, und Hydraulikelemente wirken dieser Kraft entgegen und gleichen die Verformung aus. Auf diese Weise können, wenn nötig, auch last-induzierte Schwingungen aktiv gedämpft werden, wobei schon die Tragestruktur so konzipiert wurde, dass Schwingungen gedämpft oder neutralisiert werden. Die Aktorik umfasst 24 hydraulische Aktoren, die bis zu 300 kN je Aktor in das Tragwerk einbringen können; acht in den Stützen und 16 in den Windverbänden. Die Sensorik des Hochhaustragwerks umfasst insgesamt 128 Dehnungsmessstreifen zur zeit-genauen Erfassung des Beanspruchungszustands der Tragstruktur. Ein optisches Absolut-Messsystem erfasst zusätzlich auftretende Verformungen.
Fassaden mit verschiedenen, spezifischen Eigenschaften lassen sich im Demonstrator-Hochhaus testen. Hierbei dient jedes Stockwerk als eigenständiges Testmodul für einen Fassadentyp:
- Hydroaktive Fassaden können zur Verringerung der urbanen Hitze sowie zum Überschwemmungsschutz dienen. Auf die Fassade auftreffendes Regenwasser wird gesammelt und gespeichert. Es steht dann als Nutzwasser zur Verfügung oder kann zeitverzögert, zum Beispiel an heißen Tagen, der Fassade wieder zugeführt werden. Das Wasser verdunstet von der feuchten Fassadenoberfläche, wobei die der Fassade entzogene Verdunstungswärme zur Kühlung der Räume verwendet werden kann. Die zeitverzögerte Abgabe des Regenwassers dient auch dem Hochwasserschutz der versiegelten, urbanen Stadtlandschaft.[5][7] Besonders effizient werden solche Fassaden in Hochhäusern eingesetzt, da der Wind, der die Verdunstung fördert, mit der Höhe zunimmt. „Bereits in Laboruntersuchungen konnte etwa 10 Grad Temperaturreduktion durch den Effekt der Verdunstung nachgewiesen werden. Die ersten Messungen am Hochhaus wiesen auf ein noch deutlich höheres Kühlpotenzial hin“.[7]

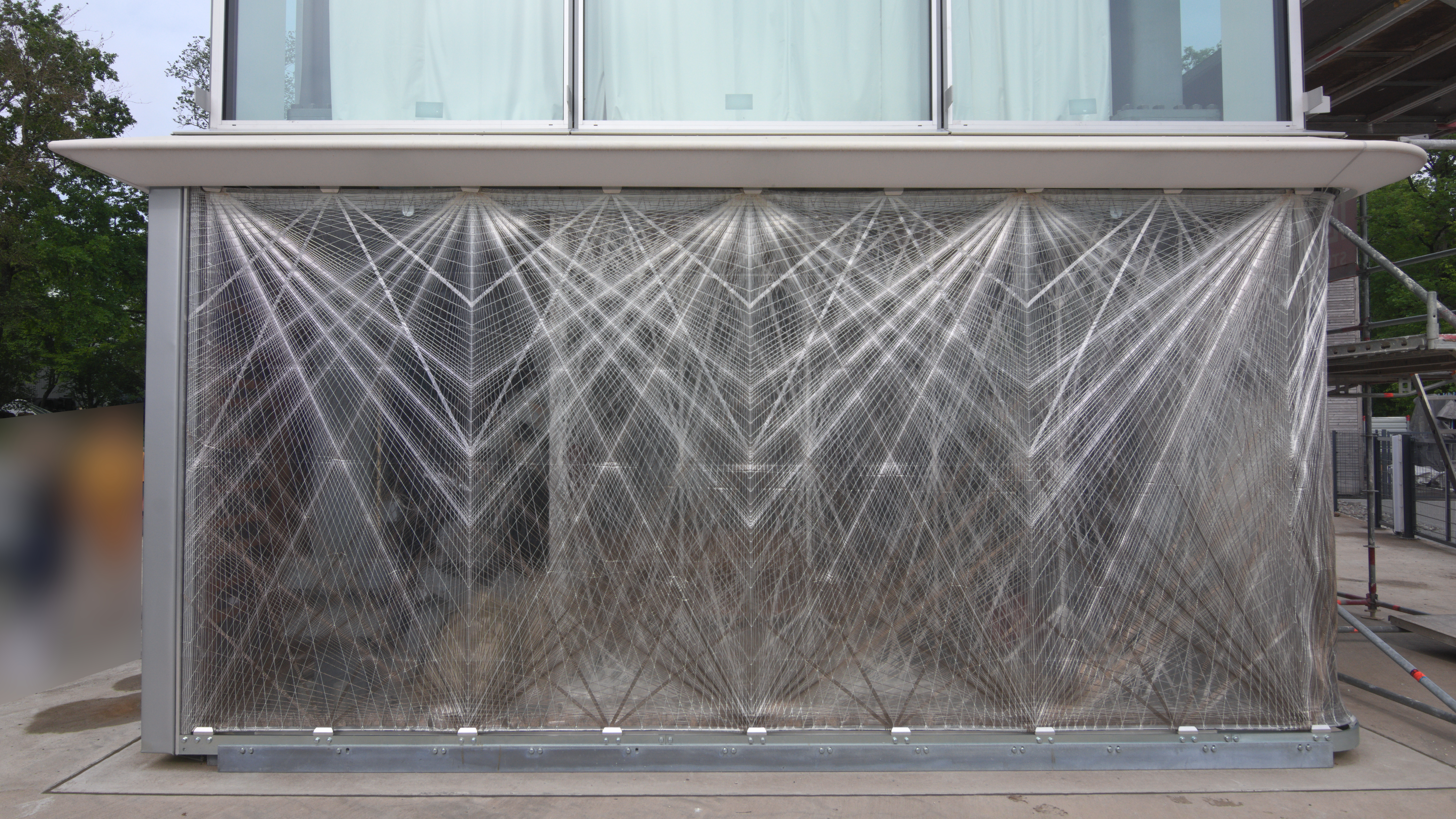
Leichte, transparente Außenfassade aus Fiberglas.

- Kinetische Hüllen passen sich den Lichtverhältnissen außerhalb der Fassade an und können so zur Verbesserung der Raumbeleuchtung im Innenraum beitragen.[5] Bei diesen Hüllen handelt es sich um textile Sonnenschutzelemente, die sich je nach Lichteinfall auffalten und wieder zusammenlegen können.[8] Sie bewirken auch eine Verringerung des Strahlungseintrags in den Stadtraum.[5]
- Photovoltaisch aktive Fassaden können dazu dienen, die auf die Fassade einwirkende Sonnenstrahlung, durch aktive Komponenten für Kühlzwecke nutzbar zu machen. Dieser Fassadentyp kann in Zeiten der Erderwärmung zu einer erheblichen Verbesserung des Raumklimas führen.[5]

Die Sensorik/Aktorik des Tragwerks wurde bereits 2021 in das Demonstrator-Hochhaus eingebaut; Hydroaktive Fassaden 2022 und 2023. Weiter wird jedes Geschoss des Gebäudes mit neu entwickelten und innovativen Fassaden ausgestattet, die einen Beitrag zu mehr Ressourceneffizienz und Klimaschutz leisten können.

## Bedeutung für die IBA’27
Für die IBAʼ27 liefert das Demonstrator-Hochhaus D1244 wegweisende technologische Impulse für eine ressourcenschonendere Bauweise. „Wenn wir bei wachsender Weltbevölkerung unsere natürlichen Lebensgrundlagen bewahren wollen, können wir nicht weitermachen wie bisher“, betonte IBA’27-Intendant Andreas Hofer. IBAʼ27-Projekte weisen unter anderem Wege zum zukünftigen nachhaltigen, ökonomischen und sanften Bauen. „Leichtbautechniken, die nun beim Demonstrator-Hochhaus erprobt werden, spielen dabei eine herausragende Rolle“.